# Rue Delabordère
La rue Delabordère est une rue située dans le quartier Saint-James/Bagatelle, au sud de Neuilly-sur-Seine, ville du département des Hauts-de-Seine, en France.

## Situation et accès
Cette rue est située à 500 m du bois de Boulogne.
Orientée globalement nord-sud, elle part de la rue de la Ferme pour atteindre la rue du Bois-de-Boulogne. Elle croise la rue du Centre (rond-point Saint-James). Elle est parallèle à la rue de Longchamp et à la rue Saint-James.

## Origine du nom
La rue rend hommage à Jean-François Delabordère (d), prêtre catholique et cinquième maire de la commune de Neuilly-sur-Seine (1806-1813 et 1814-1829). À noter que sur les anciens plans cadastraux, elle s'orthographiait, au moins jusqu'en 1846, rue de la Bordaire.

## Historique
Cette rue était autrefois une voie privée qui faisait partie du lotissement Lacan. Elle fut incluse dans la voirie communale en 1858.

## Bâtiments remarquables
Cette rue a la particularité d'abriter de nombreux hôtels particuliers.
- No 8 : en 1869, l'économiste Frédéric Passy s'installe à cette adresse avec sa famille[3].
- No 10 : Maurice Herzog (1919-2012) y a vécu[4]
- No 18 : hôtel particulier de la famille Bettencourt, premier actionnaire du groupe L'Oréal[5],[6] ; vaste de mille mètres carrés, on y trouverait une piscine au sous-sol[7].
- No 31 : hôtel particulier de Martin Bouygues[4].